# Congrès de Saint-Imier
Pour les articles homonymes, voir Congrès (homonymie).

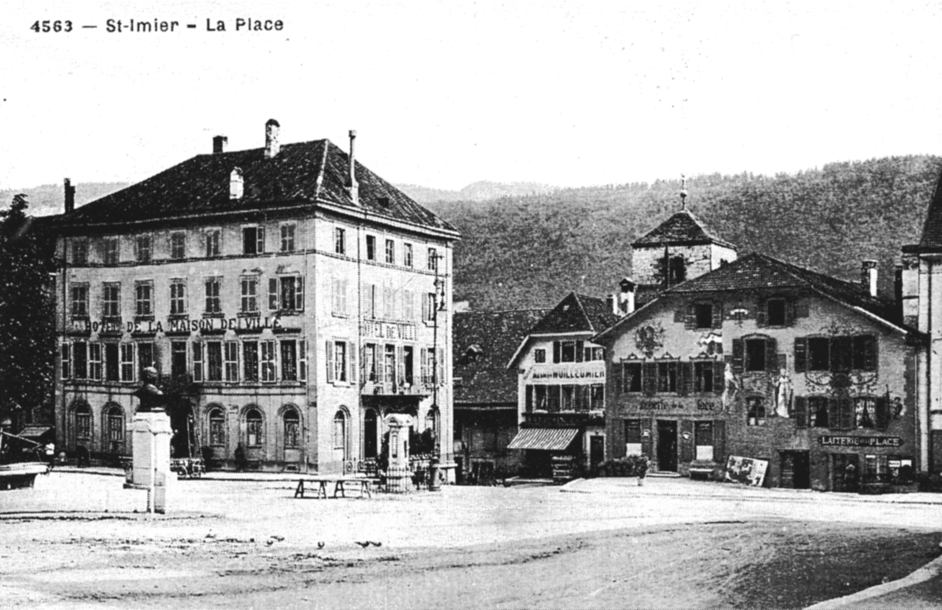
L'hôtel de Ville de Saint-Imier où s'est déroulé le congrès

Le Congrès de Saint-Imier, qui s'est tenu les 15 et 16 septembre 1872 à Saint-Imier dans le canton de Berne en Suisse, a vu la fondation de l'Internationale anti-autoritaire (1872-1878) par les anarchistes après l'éclatement de la Première Internationale, mettant un point final au conflit qui opposait les socialistes dits « marxiens » conduits par Karl Marx, et les tendances « libertaires » qu'incarnaient Michel Bakounine, James Guillaume ou encore Charles Perron, le cartographe d'Élisée Reclus.
Décidé au lendemain du congrès de La Haye (2-7 septembre 1872), au cours duquel une majorité des délégués de l'AIT avait voté l’exclusion de Bakounine et Guillaume, le congrès de Saint-Imier (15-16 septembre 1872) regroupa les fédérations de l'Internationale qui refusaient de reconnaître la politique menée par le Conseil général de Londres. Les délégués de trois fédérations dissidentes étaient présentes : six Italiens (Andrea Costa, Cafiero, Malatesta, Nabruzzi (en), Fanelli), quatre Espagnols (Morago (en), Marselau, Farga Pellicer et Alerini), deux Jurassiens (James Guillaume et Schwitzguébel) et un Russe (Mikhaïl Bakounine) auxquels viennent s'ajouter les deux représentants de diverses sections françaises (Camille Camet et Jean-Louis Pindy) ainsi que celui de sections américaines (Gustave Lefrançais),. Ce congrès n'était pas spécifiquement anarchiste. Les résolutions adoptées n'en résument pas moins les points essentiels des principes au nom desquels Bakounine et ses amis s'étaient battus contre ceux qu’ils désignaient comme « autoritaires ».
Véritable charte de l'anarchisme ouvrier, ces considérants (dont une partie deviendra les anarcho-syndicalistes) voient dans la grève le produit de l'antagonisme entre travail et capital mais dans l'organisation et la résistance de la classe ouvrière le terrain d'action privilégié pour préparer l'émancipation du prolétariat.

## Idéologies socialistes

### Doctrine socialiste commune
Karl Marx et Bakounine rejoignent leurs pensées autour de la doctrine socialiste. En effet, tous deux pensent que l’ouvrier, n’ayant pas de ressources financières, doit louer les outils nécessaires à la production. Le bailleur sera nécessairement le propriétaire de ces outils. En raison de la consécration de la notion de propriété privée, les biens sont soumis à une propriété absolue d’une personne. Pour acquérir cette propriété, le futur propriétaire devra payer un prix, ce qui implique qu’il doit avoir des fonds suffisants. Ainsi, les socialistes mettent en évidence que le propriétaire des outils de production est obligatoirement une personne ayant d’importants capitaux. C'est ainsi que le propriétaire des outils de production, afin de rentabiliser sa propriété, devra trouver une main d’œuvre capable d’utiliser ces outils. Ces propriétaires se meuvent en patrons dès l’instant où ils échangent un salaire à une personne, qui elle, donnera une main d’œuvre. Pour les socialistes, le problème résulte dans le fait que ces propriétaires, devenus patrons, abusent et demandent à leurs ouvriers de produire un capital supérieur à leur salaire. C'est ainsi que ces patrons obtiennent une plus-value, autrement dit, un enrichissement donné gratuitement par leurs ouvriers. Pour les socialistes marxiens et bakouninistes, cet enrichissement est la description du système capitaliste qu’ils critiquent. En effet, ce système veut une productivité toujours plus importante exigeant des mauvaises conditions de travail, voire une réduction du nombre de salariés.
Pour y remédier, Karl Marx comme Mikhaïl Bakounine proposent la destruction de l'État. En effet, cet État serait composé de propriétaires privés, autrement dit, les bourgeois qui profiteraient du système capitaliste. Ainsi, afin de rétablir un équilibre entre prolétariat et bourgeoisie, il est nécessaire de renverser cet État garant des inégalités selon les socialistes. Une fois l’État détruit, la propriété ne sera plus privée, les inégalités auront disparu et « l’un et l’autre partis veulent également la création d’un ordre social nouveau fondé uniquement sur l’organisation du travail collectif ». En réalité, il convient de comprendre que le renversement de l’État ne sera définitif qu’après l’abolition de la propriété privée. Ils pensent que le rôle revient aux ouvriers de contester ce modèle inégal, puisque sans propriété privée, l’exploitation ouvrière n’existe plus. Pour ce faire, il est nécessaire pour les prolétaires de se réunir et de s’organiser pour renverser le pouvoir (ce pouvoir étant le garant de la propriété privée). Marx comme Bakounine précisent que ce renversement n'aura pas pour but d’aboutir à la domination ouvrière mais à un équilibre entre patrons et travailleurs sans qu’aucun ne soit soumis à l'État. Une fois la propriété privée abolie, cette dernière se transformera pour devenir collective. Il est important de préciser que le système de propriété ne disparaît pas, mais que c’est son caractère privé qui disparaît au profit d’une redistribution plus équitable des moyens de production à ceux qui produisent vraiment, selon les socialistes. Ainsi, les fruits produits seront également mieux redistribués.

### Doctrines dissidentes
Au sein de l'Association internationale des travailleurs, Karl Marx représente la branche autoritaire, en faveur de la centralisation et du parlementarisme. Mikhaïl Bakounine représente la branche fédéraliste, en faveur de l’antiétatisme.
En 1868, une divergence ouvrière européenne éclate entre les ouvriers du bâtiment et ceux des « métiers nationaux » au sujet de la position à adopter sur la question de l’héritage. Bien que la finalité soit commune, c'est-à-dire un refus de l’héritage pour une propriété collective, Karl Marx pense à réduire les droits de succession, alors que Mikhaïl Bakounine pense à une abolition stricte sans intermédiaire de l’héritage. Ce sont les idées de Mikhaïl Bakounine qui l’emportent face à Karl Marx, qui devient de plus en plus méfiant contre Mikhaïl Bakounine. Il faut noter que Bakounine est proche de la pensée de Pierre-Joseph Proudhon (étant le rival historique de Karl Marx).
Mikhaïl Bakounine montre qu’il est opposé à toute forme d’organisation étatique. Cette conception horizontale du pouvoir est la source du conflit entre lui et Karl Marx. Karl Marx préférant une organisation verticale, du haut vers le bas avant de détruire l'État. Il est nécessaire pour lui d’infiltrer l'État, pour le renverser par la suite. Cependant, les congressistes de Saint-Imier pensent que les ouvriers n’ont pas la possibilité de décider eux-mêmes. En effet, l’organisation du travail est effectuée par une personne qui n’est pas un ouvrier. Les ouvriers sont conditionnés par le pouvoir organisateur. Selon eux, grâce à une organisation horizontale, les ouvriers vont reprendre le contrôle de l’organisation de leur travail, ils seront plus libres de décider. Cette organisation du travail se traduit par un gouvernement économique. Il s’agit d’une ligne de conduite des travailleurs sous le prisme économique. Cette doctrine est économique étant donné que le système à annihiler est le capitalisme (basé sur une inégalité économique). Mikhaïl Bakounine va même jusqu’à parler d’une émancipation de tyrannie politique. Cette tyrannie se comprend comme étant une « domination usurpée et illégale ». Puisqu’elle est usurpée, elle est illégitime, du fait qu’elle soit illégitime, elle doit être détruite selon Mikhaïl Bakounine. L’entité économique n’est pas à sa place car l’entité politique met en avant des mauvais principes pour le prolétariat.
Mikhaïl Bakounine va jusqu'à accuser Karl Marx et ses partisans de « pangermanistes ». Mikhaïl Bakounine a critiqué le rapprochement de Karl Marx avec les socio-démocrates, courant auquel Otto von Bismarck adhérait. Mikhaïl Bakounine oppose le camp allemand contre le reste de l’Europe géographique avant même son exclusion de l'Association internationale des travailleurs. Il s’agit d’un conflit personnel, plus qu’idéologique. En effet, Marx et Bakounine sont « si différents […] par leurs origines, leur culture, leur expérience et leur tempérament ». Chacun étant « russophobe » et « germanophobe » contre l’autre. De plus, ce conflit demeure d’autant plus personnel que chacun est entré dans l’Association internationale des travailleurs pour y faire diffuser ses propres idéaux personnels.

## Résolutions

### Première résolution
- Attitude des Fédérations réunies en Congrès à Saint-Imier, en présence des résolutions du congrès de La Haye et du Conseil général:

Considérant que l'autonomie et l'indépendance des fédérations et sections ouvrières sont la première condition à l'émancipation des travailleurs ; que tout pouvoir législatif et réglementaire accordé aux Congrès serait une négation flagrante de cette autonomie et de cette liberté, le congrès dénie en principe le droit législatif à tous les congrès, soit généraux soit régionaux, ne leur reconnaissant d'autre mission que celle de mettre en présence les aspirations, besoins et idées du prolétariat des différentes localités ou pays, afin que leur harmonisation et leur unification s'y opèrent autant que possible. Mais dans aucun cas la majorité d'un congrès quelconque ne pourra imposer ses résolutions à la minorité.
Considérant d'autre part que l'institution du Conseil général dans l'Internationale est, par sa nature même et fatalement poussée à devenir une violation permanente de cette liberté qui doit être la base fondamentale de notre grande Association ; considérant que les actes du Conseil général de Londres, qui vient d'être dissout, pendant ces trois dernières années, sont la preuve vivante du vice inhérent à cette institution; que, pour augmenter sa puissance d'abord très minime, il a eu recours aux intrigues, aux mensonges, aux calomnies les plus infâmes pour tenter de salir tous ceux qui ont osé le combattre; que pour arriver à l'accomplissement final de ses vues, il a préparé de longue main le congrès de La Haye, dont la majorité, artificiellement organisée, n'a évidemment eu d'autre but que de faire triompher, dans l'Internationale, la domination d'un parti autoritaire, et que, pour atteindre ce but, elle n'a pas craint de fouler aux pieds toute décence et toute justice; qu'un tel congrès ne peut pas être l'expression du prolétariat des pays qui s'y sont fait représenter: le congrès des délégués des fédérations espagnole, italienne, jurassienne, américaine et française, réuni à Saint-Imier, déclare repousser absolument toutes les résolutions du congrès de La Haye, et pour sauver et fortifier davantage l'unité de l'Internationale, les délégués ont jeté les bases d'un projet de pacte de solidarité entre ces fédérations.

### Deuxième résolution
- Pacte d'amitié, de solidarité et de défense mutuelle entre les fédérations libres :

Considérant que la grande unité de l'Internationale est fondée non sur l'organisation artificielle, mais sur l'identité réelle des intérêts et des aspirations du prolétariat de tous les pays, les délégués réunis à ce congrès ont conclu, au nom de ces fédérations et sections, et sauf leur acceptation et confirmation définitives, un pacte d'amitié, de solidarité et de défense mutuelle. Ils proclament hautement que la conclusion de ce pacte a pour but principal le salut de cette grande unité de l'Internationale que l'ambition du parti autoritaire a mise en danger.

### Troisième résolution
- Nature de l'action politique du prolétariat :

Considérant que vouloir imposer au prolétariat une ligne de conduite ou un programme politique uniforme, comme la voie unique qui puisse le conduire à son émancipation sociale, est une prétention aussi absurde que réactionnaire ; que nul n'a le droit de priver les fédérations et sections autonomes du droit incontestable de déterminer elles-mêmes et suivre la ligne de conduite politique qu'elles croiront la meilleure, et que toute tentative semblable nous conduirait fatalement au plus révoltant dogmatisme ; que les aspirations du prolétariat ne peuvent avoir d'autre objet que l'établissement d'une organisation et d'une fédération économiques absolument libres, fondées sur le travail et l'égalité de tous et absolument indépendantes de tout gouvernement politique, et que cette organisation et cette fédération ne peuvent être que le résultat de l'action spontanée du prolétariat lui-même, des corps de métier et des communes autonomes ; considérant que toute organisation de la domination au profit d'une classe et au détriment des masses, et que le prolétariat, s'il voulait s'emparer du pouvoir, deviendrait lui-même une classe dominante et exploiteuse : le congrès réuni à Saint-Imier déclare :
1. que la destruction de tout pouvoir politique est le premier devoir du prolétariat ;
2. que toute organisation d'un pouvoir politique soi-disant provisoire et révolutionnaire pour amener cette destruction ne peut être qu'une tromperie de plus et serait aussi dangereuse pour le prolétariat que tous les gouvernements existant aujourd'hui ;
3. que, repoussant tout compromis pour arriver à l'accomplissement de la révolution sociale, les prolétaires de tous les pays doivent établir, en dehors de toute politique bourgeoise, la solidarité de l'action révolutionnaire.

### Quatrième résolution
- Organisation de la résistance du travail. Statistiques :

La liberté et le travail sont la base de la morale, de la force, de la vie et de la richesse de l'avenir. Mais le travail, s'il n'est pas librement organisé, devient oppressif et improductif pour le travailleur; et c'est pour cela que l'organisation du travail est la condition indispensable de la véritable et complète émancipation de l'ouvrier. Cependant, le travail ne peut s'exercer librement sans la possession des matières premières et de tout le capital social, et ne peut s'organiser si l'ouvrier, s'émancipant de la tyrannie politique et économique, ne conquiert le droit de se développer complètement dans toutes ses facultés. Tout État, c'est-à-dire tout gouvernement et toute administration des masses populaires, de haut en bas, étant nécessairement fondé sur la bureaucratie, sur les armées, sur l'espionnage, sur le clergé, ne pourra jamais établir la société organisée sur le travail et sur la justice, puisque par la nature même de son organisme, il est poussé fatalement à opprimer celui-là et à nier celle-ci.
Suivant nous, l'ouvrier ne pourra jamais s'émanciper de l'oppression séculaire, si à ce corps absorbant et démoralisateur, il ne substitue la libre fédération de tous les groupes producteurs fondée sur la solidarité et sur l'égalité. En effet, en plusieurs endroits déjà on a tenté d'organiser le travail pour améliorer la condition du prolétariat, mais la moindre amélioration a bientôt été absorbée par la classe privilégiée qui tente continuellement sans frein et sans limite, d'exploiter la classe ouvrière. Cependant, l'avantage de cette organisation est tel que, même dans l'état actuel des choses, on ne saurait y renoncer. Elle fait fraterniser toujours davantage le prolétariat dans la communauté des intérêts, elle l'exerce à la vie collective, elle le prépare pour la lutte suprême. Bien plus, l'organisation libre et spontanée du travail étant celle qui doit se substituer à l'organisme privilégié et autoritaire de l'État politique, sera, une fois établie, la garantie permanente du maintien de l'organisme économique contre l'organisme politique.
Par conséquent, laissant à la pratique de la révolution sociale les détails de l'organisation positive, nous entendons organiser et solidariser la résistance sur une large échelle. La grève est pour nous un moyen précieux de lutte, mais nous ne nous faisons aucune illusion sur ses résultats économiques. Nous l'acceptons comme un produit de l'antagonisme entre le travail et le capital, ayant nécessairement pour conséquence de rendre les ouvriers de plus en plus conscients de l'abîme qui existe entre la bourgeoisie et le prolétariat, de fortifier l'organisation des travailleurs et de préparer, par le fait des simples luttes économiques, le prolétariat à la grande lutte révolutionnaire et définitive qui, détruisant tout privilège et toute distinction de classe, donnera à l'ouvrier le droit de jouir du produit intégral de son travail, et par là les moyens de développer dans la collectivité toute sa force intellectuelle, matérielle et morale.
La Commission propose au congrès de nommer une commission qui devra présenter, au prochain congrès, un projet d'organisation universelle de la résistance et des tableaux complets de la statistique du travail dans lesquels cette lutte puisera de la lumière. Elle recommande l'organisation espagnole comme la meilleure jusqu'à ce jour.

## Postérité
De 1872 à 1878, l'Internationale anti-autoritaire tient cinq autres congrès.
En 1881, à Londres, une tentative de relancer l'Internationale anti-autoritaire échoue.
En 2012, 4000 anarchistes se réunissent à Saint-Imier.
En 2023, Du 19 au 23 Juillet pour célébrer les 150 ans du Congrès de Saint-Imier, différents espaces du village sont investis. Le programme préalable de l'évènement compte 268 conférences et ateliers, 48 concerts, 42 films, 11 pièces de théâtre, 7 expositions et une foire au livre, auxquels s'ajoute des ateliers ou conférence proposé sur place par les militants. Finalement l'évènement aura compté 412 conférences et ateliers . Au vu des quelques 4500 repas servis le vendredi soir l'affluence à l'évènement est estimée aux alentours de 6000 participants  et se déroule sans incidents majeurs.

## Citation
Selon Max Nettlau en 1922 : « Si l’on veut tâcher de profiter des enseignements de Saint-Imier en 1872, on pourrait essayer de rétablir une vraie Internationale sur cette base : solidarité dans la lutte économique contre le capitalisme ; solidarité dans la lutte contre l’autorité, l’État ; solidarité dans le rejet absolu de la guerre et des oppressions nationalistes ; autonomie complète sur le terrain des idées et de la tactique, ce qui implique la non-intervention dans les affaires des autres et le rejet de tout monopole et de toute dictature ».

## Hommage
- Désordres, (titre original Unrueh) film de Cyril Schaüblin, 2023[11].